# Summer Paradise
"Summer Paradise" é uma canção da banda de pop/rock canadense Simple Plan. É o terceiro single oficial do seu quarto álbum de estúdio Get Your Heart On!. A canção tem a participação especial do rapper K'naan. O single foi lançado em 13 de dezembro de 2011, no iTunes da Austrália.Foi feita uma nova versão,dessa vez com o rapper Sean Paul,lançada em março de 2012.

## Sobre a canção
A canção conta com a participação do rapper somaliano-canadense K'naan e segundo o vocalista Pierre Bouvier "a sua voz encaixou perfeitamente com a canção." A canção foi inspirada pelo hobby do vocalista: o surf.
| “ | "Eu passei muito tempo lá fora, quando o surf não é tão grande e você está esperando por uma onda, sentado sobre a água, vendo golfinhos e focas passarem, em um belo pôr do sol. O álbum também tem essa vibe linda que eu provavelmente posso atribuir à viagens de surf. | ” |

## Lançamento
Na Austrália, após o primeiro single "Jet Lag" ter alcançando sucesso nas paradas australianas (o ARIA Charts), entrando para o top 10 e obtendo a posição de número oito, foi lançada a canção "Can't Keep My Hands Off You" que não obteve um grande impacto, alcançando apenas a posição de número 45. Logo após, a banda lançou o clipe da música Astronaut, mas a canção não foi lançada como single. Depois disso, a banda lançou um clipe da canção "Summer Paradise" contendo cenas da turnê, no dia 12 de dezembro. Um dia depois, foi lançada como terceiro single no iTunes. A capa do single conta com uma paisagem de verão: praia e coqueiro. Mesmo lançado como single apenas na Austrália, a banda informou que eles pretendem lançá-la no mundo inteiro com outro videoclipe.

## Recepção

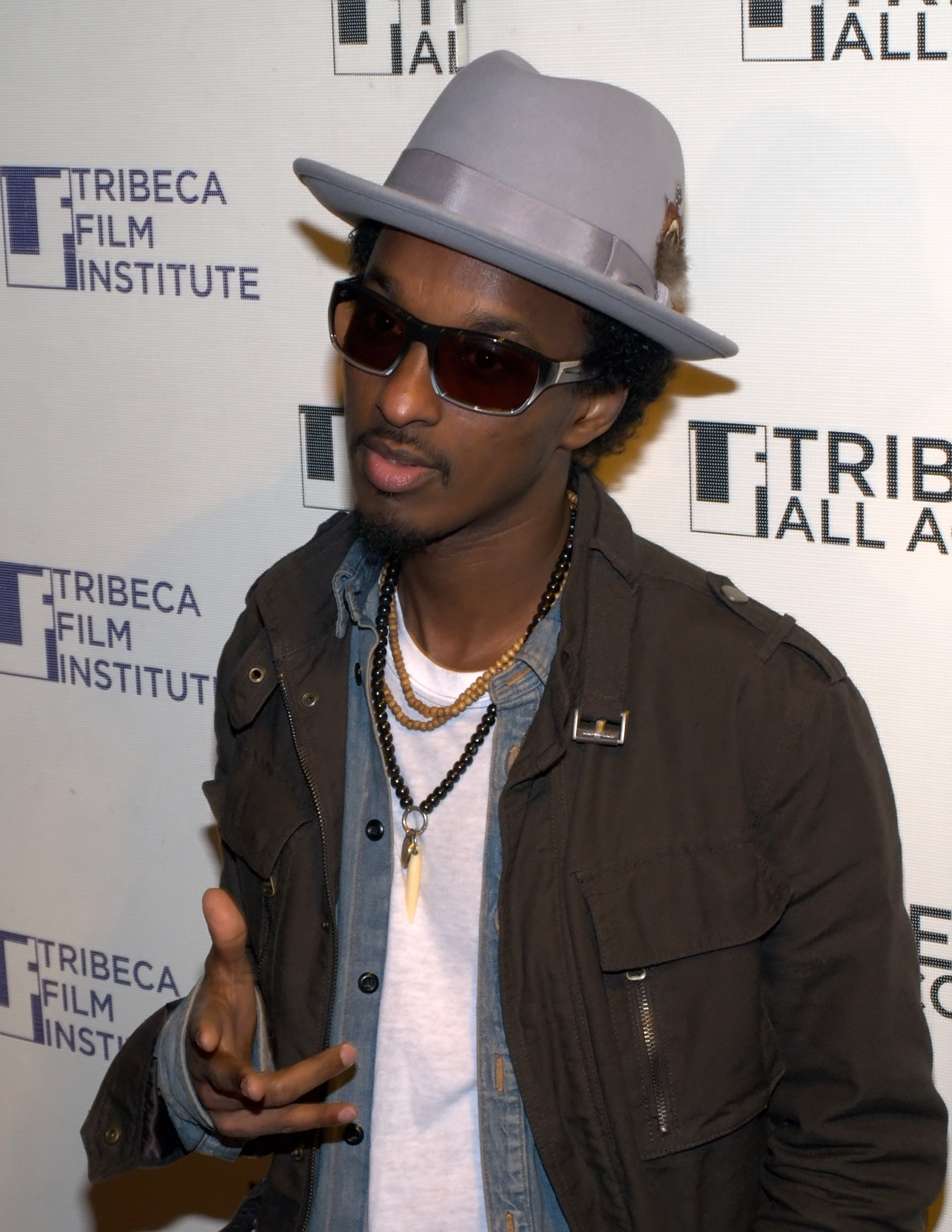
Uma imagem de K'naan no Festival de Cinema Tribeca de 2010, capturada por David Shankbone e disponibilizada sob a licença CC BY 2.0. Esta foto é relevante para o artigo "Summer Paradise" como evidência visual do envolvimento do artista no Tribeca Film Festival de 2010, destacando sua conexão com eventos culturais importantes. Na seção de Recepção, a presença de K'naan no festival pode ser mencionada como parte do contexto para entender o impacto e a recepção do filme no qual ele esteve envolvido.

Davey Boy do Sputnikmusic considerou a canção "um mix de Jason Mraz & Bruno Mars, com um som acústico de verão, com influências do Caribe". Joe DreAndra do Absolute Punk disse que "o rapper K'naan acrescenta o seu gingado na reggae 'Summer Paradise'. A canção surpreendentemente funciona e soa como uma canção que Plain White T's desejaria poder escrever".

## Vídeo musical
Em 12 de dezembro de 2011, um vídeo musical foi postado no website oficial do Simple Plan. K'Naan foi destaque na canção  deste vídeo. A produção apresenta cenas da Get Your Heart On Tour!, cenas da banda em Barbados e de seu vocalista Pierre Bouvier nas praias. K'naan não aparece neste vídeo, no entanto, seus vocais na canção permanecem.
A banda escreveu uma mensagem acerca do vídeo musical para seus fãs dizendo:
| “ | Mais uma vez, a Austrália está saindo na frente! É o primeiro país do mundo a lançar 'Summer Paradise' como um single de Get Your Heart On! e nós não poderíamos estar mais animados! Esta é uma das nossas canções favoritas do álbum e mal podemos esperar para que todos possam ouvi-la. O sol e clima quente estão chegando na Austrália e realmente espero que essa música seja uma parte do seu verão e coloque um sorriso em seu rosto. Nós nos divertimos tanto em nossa última visita australiana que decidimos fazer um vídeo especial de “Tour Austrália” para nossos fãs lá de baixo e ao redor do mundo. Nós esperamos que vocês gostem e que ela traga de volta boas lembranças se você esteve nos concertos! Nós tivemos uma explosão com vocês e mal podemos esperar para voltar! Para todos os nossos fãs ao redor do mundo, não se preocupem … "Summer Paradise" chegará ao seu país muito em breve! Nós planejamos lançar em todo o mundo esta canção e um outro vídeo também. Vamos deixar vocês saberem, logo que tivermos mais detalhes. Obrigado por todo o apoio e mal podemos esperar para ver todos vocês na turnê em 2012! | ” |

Um vídeo oficial com Sean Paul foi filmado em Barbados, principalmente nas praias de Bathsheba, onde as rochas são erodidas pelo mar, bem como em Cherry Tree Hill para as cenas de golfe. Algumas cenas também foram tiradas em um Rum Shack onde eles estavam jogando dominó. Uma segunda versão do vídeo musical, estreou em 29 de março de 2012. A produção mostra Bouvier curtindo o pôr do sol e dedilha sua guitarra enquanto seus colegas de banda deitam na areia ou dão um mergulho no oceano. Uma terceira versão do vídeo foi lançada em 11 de junho de 2013, apresentando MKTO. 
Em 6 de maio de 2013, uma versão de "Summer Paradise" com a participação de Taka, vocalista da banda japonesa One Ok Rock foi lançada no YouTube, através do canal oficial da Warner Music Japan. O vídeo musical mostra uma filmagem do Simple Plan se apresentando no PunkSpring Festival 2013 no Japão, com Taka presente no palco. Suas cenas também incluem momentos de intercâmbio com as bandas que viajavam por Tóquio e filmagens em Barbados.

## Desempenho nas paradas musicais
Em sua primeira semana nas paradas musicais da Austrália, o ARIA Charts, a canção debutou na posição de número quarenta. Com essa estreia, a canção já superou a posição do single anterior "Can't Keep My Hands Off You" (#45). Na segunda semana, a canção deu um grande salto para a posição de número vinte e dois. Na terceira semana, a canção subiu para a posição de número onze. Na quarta semana, a canção subiu para a posição de número quatro, se tornando a canção de maior sucesso da banda na Austrália.

### Posições semanais
| Paradas (2012)                    | Melhor posição |
| --------------------------------- | -------------- |
| Austrália (ARIA)                  | 4              |
| Brasil (Billboard Brasil Hot 100) | 43             |
| Brasil (Billboard Brasil Hot Pop) | 30             |